# Національний олімпійський комітет Литви

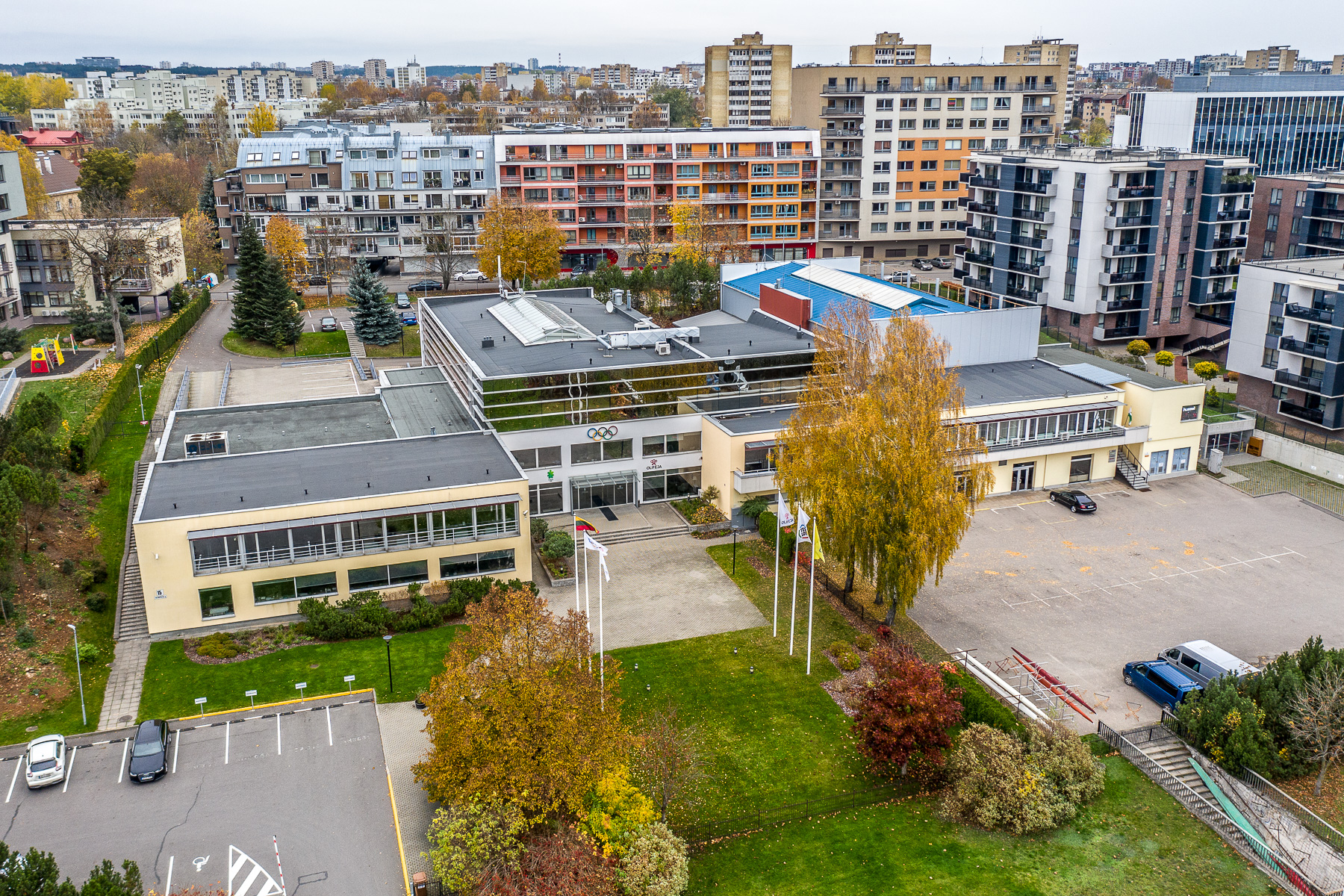

Національний олімпійський комітет Литви (лит. Lietuvos tautinis olimpinis komitetas) — неприбуткова організація, національний олімпійський комітет Литви. Створений та офіційно визнаний у 1924 році. Штаб-квартира розташована у Вільнюсі.

## Історія
Олімпійський комітет Литви був створений та офіційно визнаний міжнародним олімпійським комітетом у 1924 році. Цього ж року литовська команда взяла участь в Літніх Олімпійських іграх у Парижі. Після окупації Литви Радянським Союзом у 1940 році, комітет призупинив свою роботу.
Діяльність комітету було відновлено 11 грудня 1988 року. Повторне визнання від МОК він отримав 1991 року.